# 존 데스먼드 버널
존 데스몬드 버널 FRS (John Desmond Bernal, 1901년 5월 10일 ~ 1971년 9월 15일)은 분자생물학에서 X선 결정학의 사용을 개척한 아일랜드의 과학자이다. 과학사 저술가이기도 한 버널은 과학과 사회에 관한 대중적인 책들도 집필했으며 공산주의 활동가이자 영국 공산당(CPGB) 당원이기도 했다.

## 교육과 어린 시절
그의 가족은 스페인, 포르투갈, 이탈리아, 아일랜드의 혼합이었다. 그의 아버지 새뮤얼 버널(Samuel Bernal)은 Limerick 에서 가톨릭 신자 로 자랐고 Albert Agricultural College를 졸업한 후 호주에서 14년을 보낸 후 버널이 자란 Nenagh 근처에 농장인 Brookwatson 을 구입하기 위해 Tipperary로 돌아왔다. 그의 미국인 어머니인 엘리자베스 밀러(Elizabeth Miller)는 어머니가 앤트림 출신으로 스탠포드 대학을 졸업하고 저널리스트였으며 가톨릭으로 개종했다.
버널은 영국에서 처음으로 Stonyhurst College에서 한 학기 동안 교육을 받았으며, 그가 싫어하여 13세에 Bedford School로 옮겼다. 이 1914 년에서 1919 년 골드 스미스에 따라하고하는 것은 발견이 "매우 불쾌"와 그의 동료 학생들이 대부분 "그를 지루"하지만, 또한 거기에 동생 케빈이 있었다. 1919년에 그는 장학금을 받고 케임브리지의 Emmanuel College에 갔다.
케임브리지에서 버널은 1922년에 문학 학사 학위를 받기 위해 수학과 과학을 모두 읽었으며 자연 과학 쪽을 다시 1년 동안 받았다. 그는 자신에게 쿼터니언 방법을 포함한 우주 그룹 이론을 가르쳤다. 이 이론은 결정 구조에 대한 긴 논문의 수학적 기초가 되어 3년차에 로널드 조지 레이퍼드 노리시와 공동 상을 받았다. 케임브리지에서 그는 또한 "현자"로 알려지게 되었으며, 찰스 케이 오그던의 서점에서 일하는 젊은 여성이 1920년경에 그에게 붙여준 별명이다.

## 경력 및 연구
그의 졸업 후, 버널은 아래 연구를 시작했다 윌리엄 헨리 브래그 서 데비 패러데이 연구소에서 왕립 연구소 런던한다. 1924년에 버널은 흑연의 구조를 결정하고(버널 적층은 두 개의 흑연 평면의 레지스트리를 설명함) 청동의 결정 구조에 대한 연구도 했다.
1927년에는 케임브리지 대학에서 구조 결정학의 첫 번째 강사로 임명되었고, 1934년에는 캐번디시 연구소의 조교가 되었다. 콜레스테롤을 포함한 에스트린 과 스테롤 화합물을 시작으로 유기 분자에 결정학적 기술을 적용하기 시작하여 스테롤 화학자들 사이에 사고의 근본적인 변화를 가져왔다. 케임브리지에 있는 동안, 비타민 B 1 (1933), 펩신 (1934), 비타민 D (2) (1935)에서, 스테롤 (1936) 및 담배 모자이크 바이러스 (1937) 등을 분석했다.
그는 런던대학교 버크백 칼리지의 물리학 교수가 되었다. 제2차 세계 대전 후 그는 15명의 연구원과 함께 Torrington Square의 2개의 조지아 주택에 Birkbeck의 생체 분자 연구 연구소를 설립했다. 에런 클루그는 리보뉴클레이스에 대해 작업했고 로절린드 프랭클린은 King's College에서 합류하여 1958년 그녀가 일찍 죽을 때까지 바이러스에 대한 선구적인 작업을 했다.
1930년대 초, 버널은 평화를 주장했지만 스페인 내전이 시작된 후 상황이 바뀌었다. 1939년 제2차 세계 대전 이 발발하자 그는 내무부에 합류하여 적의 폭격과 폭발이 동물과 사람에 미치는 영향에 대한 최초의 적절한 분석을 수행하기 위해 솔리 주커먼을 데려왔다. 버밍엄과 킹스턴에 대한 폭탄의 영향에 대한 후속 분석은 도시 폭격이 거의 중단을 초래하지 않았으며 생산은 공장에 대한 직접적인 타격에 의해서만 영향을 받는 것으로 나타났다.
카톨릭 신자로 자란 버널은 친구와 밤새 말다툼을 한 결과 케임브리지에서 사회주의자가 되었다. 그는 또한 무신론자가 되었다. 그는 1923년에 영국 공산당 (CPGB)에 가입했다 그의 회원 자격은 1927년 케임브리지로 돌아왔을 때 분명히 소멸되었고 1933년까지 갱신되지 않았으며 얼마 지나지 않아 다시 카드를 분실했을 수 있다.
버널은 특히 1930년대에 정치 생활에서 저명한 지식인이 되었다. 그는 1931년 과학사 회의에 참석하여 소련의 니콜라이 부하린과 아이작 뉴턴의 작업에 대해 영향력 있는 마르크스주의적 설명을 한 보리스 헤센(Boris Hessen)을 만났다. 그 만남은 그의 세계관을 근본적으로 바꾸어 놓았다.